# Phytobaenus amabilis
Phytobaenus amabilis is een keversoort uit de familie schijnsnoerhalskevers (Aderidae). De wetenschappelijke naam van de soort werd in 1834 gepubliceerd door Carl Reinhold Sahlberg.